# Бојана Грегорић Вејзовић
Бојана Грегорић Вејзовић (Загреб, 17. фебруар 1972) је хрватска филмска, телевизијска и позоришна глумица. Заједно с Џибонијем, Мајом Вучић и Славеном Билићем, УНИЦЕФ-ов је амбасадор добре воље за Хрватску. Бојана је кћерка глумице Божидарке Фрајт.

## Биографија
Године 1989. завршила је VII Гимназију у Загребу, а годину раније дипломирала је клавир и класичну балетску школу. Године 1996. дипломирала на Академији драмске умјетности.
Од 1988.-1990. године била је чланица класичног балетског ансамбла Хрватског народног казалишта у Загребу. Од 1996. године је чланица Хрватског драмског казалишта Гавела.
Била је удата за певача Бориса Новковића (1992—1997), а од 2007. године је у браку са глумцем Енесом Вејзовићем. Њена мајка је Божидарка Фрајт, позната хрватска глумица која се прославила улогом Наде из "Ужичке републике“. Бојана је по мајци полу-Српкиња, пошто је Божидарка дете са Козаре које је усвојила јеврејска породица Фрајт.

## Улоге
| Год.       | Назив                       | Улога                     |
| ---------- | --------------------------- | ------------------------- |
| 1997.      | Божић у Бечу                | докторка Марина Парун     |
| 2000.      | Заувијек моја               | Саша                      |
| 2000.      | Новакови                    |                           |
| 2000.      | Вишње у ракији              |                           |
| 2003.      |                             | Даница                    |
| 2004.      | Кћерка мускетара            |                           |
| 2005.      | Љубав у залеђу              | Анита Билић               |
| 2006.      | Не питај како!              | Ива                       |
| 2007.      | Бибин свијет                | крадљивица                |
| 2004-2007. | Наша мала клиника           | докторка Лили Стрига      |
| 2007-2008. | Добре намјере               | Нора                      |
| 2008.      | Понос Раткајевих            | Алегра Савићевић          |
| 2008-2009. | Све ће бити добро           | Невенка Аугустинчић Бебић |
| 2009-2010. | Долина сунца                | Јулија Витезовић          |
| 2013.      | На путу за Монтевидео       | Баруница Хелена Клодовска |
| 2013.      |                             | Ела                       |
| 2015.      | Хорватови                   | Лидија "Лила" Хорват      |
| 2015-2017. | Немој никоме рећи           | Биљана                    |
| 2016-2018. | Добродошли у Ориент експрес | Орнела                    |
| 2018.      | До краја смрти              | жена                      |
| 2018.      | Погрешан човек              | Катарина Мајдак           |
| 2024.      | У клинчу                    | Џулија                    |